# Niedersachsenpokal 2017/18
Der Niedersachsenpokal 2017/18 war die 62. Austragung des niedersächsischen Verbandspokals der Männer im Amateurfußball. Das Finale fand am 21. Mai 2018 statt.
Beide Finalisten qualifizierten sich über ihre Finalteilnahme für die erste Hauptrunde im DFB-Pokal 2018/19, da Niedersachsen zu den drei Landesverbänden mit den meisten Herrenmannschaften im Spielbetrieb gehört und somit zwei Mannschaften in den Vereinspokal entsenden durfte. Sollte sich ein Finalist über einen anderen Wettbewerb für den DFB-Pokal qualifizieren, findet ein Entscheidungsspiel zwischen den unterlegenen Halbfinalisten statt.

## Spielmodus
Es wird zunächst versucht, in 90 Minuten einen Gewinner auszuspielen. Sollte es danach unentschieden stehen, kommt es im Gegensatz zu anderen Pokalwettbewerben direkt zum Elfmeterschießen ohne dreißigminütige Verlängerung. Im Elfmeterschießen wird dann ein Sieger nach dem bekannten Muster ermittelt.

## Teilnehmende Mannschaften
Für den Niedersachsenpokal 2017/18 qualifizierten sich alle niedersächsischen Mannschaften der 3. Liga 2017/18 sowie der Regionalliga Nord 2017/18, alle Mannschaften der Oberliga Niedersachsen 2017/18 und die Bezirkspokalsieger der Saison 2016/17. Ausnahme sind zweite Mannschaften höherklassiger Vereine. Folgende Mannschaften nahmen in diesem Jahr am Niedersachsenpokal teil (In Klammern ist die Ligaebene angegeben, in der der Verein spielt):
| - TuS Bersenbrück (V) - Bovender SV (VII) - MTV Eintracht Celle (V) - BV Cloppenburg (V) - SV Atlas Delmenhorst (V) - SV Drochtersen/Assel (IV) - 1. FC Germania Egestorf/Langreder (IV) - SV Gehrden (VII) - TSV Gellersen (VII) - MTV Gifhorn (V) | - SVG Göttingen 07 (V) - SV Arminia Hannover (V) - TSV Havelse (IV) - Heeslinger SC (V) - VfV 06 Hildesheim (IV) - SSV Jeddeloh (IV) - Lüneburger SK Hansa (IV) - SV Meppen (III) - Eintracht Northeim (V) - VfB Oldenburg (IV) | - VfL Oldenburg (V) - VfL Osnabrück (III) - VfL Oythe (VI) - SC Spelle-Venhaus (V) - TuS Sulingen (V) - BSV Rehden (IV) - TB Uphusen (V) - SSV Vorsfelde (V) - Lupo Martini Wolfsburg (V) - 1. FC Wunstorf (V) |

| Ligaebene in Klammern: III = 3. Liga • IV = Regionalliga • V = Oberliga • VI = Landesliga • VII = Bezirksliga |

## Termine
Die Spiele des diesjährigen Niedersachsenpokals wurden an folgenden Terminen ausgetragen:
Qualifikationsrunde: 18./19./20./21./22./23. Juli 2017

Achtelfinale: 23./26./29. Juli und 2./9. August 2017

Viertelfinale: 9./15./16. August und 3. Oktober 2017

Halbfinale: 2. April 2018

Finale: 21. Mai 2018

## Qualifikationsrunde
In der ersten Runde stehen sich jeweils zwei Mannschaften gegenüber und spielen die Achtelfinalisten aus. Zwei Mannschaften erhielten vom NFV Freilose. Dazu gehörten der VfL Osnabrück und der Lüneburger SK Hansa (die Finalisten des Vorjahrs). (In Klammern ist die Ligaebene angegeben, in der der Verein spielt)
| Datum                    |                            | Ergebnis              |                                        |
| ------------------------ | -------------------------- | --------------------- | -------------------------------------- |
| 18. Juli 2017, 19:00 Uhr | MTV Gifhorn (V)            | 0:0 (5:4 i. E.)       | SSV Vorsfelde (V)                      |
| 18. Juli 2017, 19:30 Uhr | VfL Oldenburg (V)          | 1:1 (0:0) (4:5 i. E.) | SSV Jeddeloh (IV)                      |
| 19. Juli 2017, 18:30 Uhr | VfB Oldenburg (IV)         | 2:0 (1:0)             | SV Meppen (III)                        |
| 19. Juli 2017, 19:00 Uhr | Lupo Martini Wolfsburg (V) | 1:1 (1:1) (4:3 i. E.) | TSV Havelse (IV)                       |
| 19. Juli 2017, 19:15 Uhr | BV Cloppenburg (V)         | 0:2 (0:0)             | SC Spelle-Venhaus (V)                  |
| 19. Juli 2017, 19:15 Uhr | MTV Eintracht Celle (V)    | 0:4 (0:1)             | SVG Göttingen 07 (V)                   |
| 19. Juli 2017, 20:00 Uhr | 1. FC Wunstorf (V)         | 0:2 (0:1)             | 1. FC Germania Egestorf/Langreder (IV) |
| 19. Juli 2017, 20:00 Uhr | TSV Gellersen (VII)        | 0:3 (0:0)             | Heeslinger SC (V)                      |
| 20. Juli 2017, 18:30 Uhr | Bovender SV (VII)          | 0:3 (0:0)             | VfV Borussia 06 Hildesheim (IV)        |
| 21. Juli 2017, 19:00 Uhr | SV Atlas Delmenhorst (V)   | 3:3 (3:1) (4:5 i. E.) | BSV Rehden (IV)                        |
| 22. Juli 2017, 14:00 Uhr | TB Uphusen (V)             | 0:1 (0:1)             | SV Drochtersen/Assel (IV)              |
| 23. Juli 2017, 14:00 Uhr | SV Arminia Hannover (V)    | 1:1 (1:1) (3:2 i. E.) | TuS Sulingen (V)                       |
| 23. Juli 2017, 15:00 Uhr | VfL Oythe (VI)             | 3:2 (2:0)             | TuS Bersenbrück (V)                    |
| 23. Juli 2017, 15:00 Uhr | SV Gehrden (VII)           | 1:2 (0:1)             | Eintracht Northeim (V)                 |

## Achtelfinale
Die Sieger der Qualifikationsrunde und die zwei Mannschaften mit Freilos spielten in dieser Runde die acht Viertelfinalisten aus. (In Klammern ist die Ligaebene angegeben, in der der Verein spielte)
| Datum                     |                            | Ergebnis              |                                        |
| ------------------------- | -------------------------- | --------------------- | -------------------------------------- |
| 23. Juli 2017, 15:00 Uhr  | SC Spelle-Venhaus (V)      | 2:1 (1:1)             | VfB Oldenburg (IV)                     |
| 23. Juli 2017, 15:00 Uhr  | Lüneburger SK Hansa (IV)   | 1:1 (1:0) (3:4 i. E.) | VfV Borussia 06 Hildesheim (IV)        |
| 26. Juli 2017, 19:00 Uhr  | VfL Oythe (VI)             | 1:4 (1:2)             | SSV Jeddeloh (IV)                      |
| 26. Juli 2017, 19:00 Uhr  | Heeslinger SC (V)          | 1:1 (0:0) (3:4 i. E.) | SV Drochtersen/Assel (IV)              |
| 29. Juli 2017, 16:00 Uhr  | Eintracht Northeim (V)     | 2:2 (2:0) (5:6 i. E.) | SVG Göttingen 07 (V)                   |
| 2. August 2017, 19:00 Uhr | MTV Gifhorn (V)            | 0:0 (3:5 i. E.)       | SV Arminia Hannover (V)                |
| 9. August 2017, 18:30 Uhr | Lupo Martini Wolfsburg (V) | 0:1 (0:0)             | 1. FC Germania Egestorf/Langreder (IV) |
| 9. August 2017, 19:00 Uhr | BSV Rehden (IV)            | 1:3 (0:2)             | VfL Osnabrück (III)                    |

## Viertelfinale
Die Sieger des Achtelfinales ermittelten in vier Spielen die Halbfinalisten. (In Klammern ist die Ligaebene angegeben, in der der Verein spielte)
| Datum                      |                         | Ergebnis              |                                        |
| -------------------------- | ----------------------- | --------------------- | -------------------------------------- |
| 9. August 2017, 18:30 Uhr  | SV Arminia Hannover (V) | 0:0 (4:3 i. E.)       | VfV Borussia 06 Hildesheim (IV)        |
| 15. August 2017, 18:15 Uhr | SC Spelle-Venhaus (V)   | 1:5 (1:2)             | SV Drochtersen/Assel (IV)              |
| 16. August 2017, 19:30 Uhr | SSV Jeddeloh (IV)       | 2:2 (1:0) (3:0 i. E.) | 1. FC Germania Egestorf/Langreder (IV) |
| 3. Oktober 2017, 16:00 Uhr | SVG Göttingen 07 (V)    | 0:5 (0:2)             | VfL Osnabrück (III)                    |

## Halbfinale
In diesen zwei Partien wurden die beiden Finalisten des Niedersachsenpokals und damit auch die beiden Teilnehmer des DFB-Pokal 2018/19 ermittelt. (In Klammern ist die Ligaebene angegeben, in der der Verein spielte)
| Datum                    |                           | Ergebnis              |                     |
| ------------------------ | ------------------------- | --------------------- | ------------------- |
| 1. April 2018, 17:00 Uhr | SV Arminia Hannover (V)   | 3:3 (0:1) (3:4 i. E.) | SSV Jeddeloh (IV)   |
| 3. April 2018, 19:00 Uhr | SV Drochtersen/Assel (IV) | 0:0 n. V. (7:6 i. E.) | VfL Osnabrück (III) |

## Finale
| SV Drochtersen/Assel                                         | SV Drochtersen/Assel | SSV Jeddeloh | SSV Jeddeloh |
| ------------------------------------------------------------ | --- | --- | ------------ |
| SV Drochtersen/Assel                                         | \| 21. Mai 2018 um 12:30 Uhr in Drochtersen (Kehdinger Stadion) \| \| Ergebnis: 5:1 (2:1) \| \| Zuschauer: 2.318 \| \| Schiedsrichter: Lars Heitmann \| \| Spielbericht \|                                                                                  | \| 21. Mai 2018 um 12:30 Uhr in Drochtersen (Kehdinger Stadion) \| \| Ergebnis: 5:1 (2:1) \| \| Zuschauer: 2.318 \| \| Schiedsrichter: Lars Heitmann \| \| Spielbericht \|                                                                       | SSV Jeddeloh |
| SV Drochtersen/Assel                                         | Philipp Kühn – Meikel Klee (86. Julian Stöhr), Matti Grahle, Florian Nagel (78. Jannes Elfers), Jasper Gooßen, Nico Mau, Sören Behrmann (84. Laurens Rogowski), Alexander Neumann, Dimitri Fiks, Sven Zöpfgen, Marius Winkelmann Cheftrainer: Enrico Maaßen | Marco Maaß – Niklas von Aschwege, Michel Leon Hahn (46. Karlis Plendiskis), Bastian Schaffer, Mario Fredehorst, Keven Oltmer, Shaun Minns, Kevin Samide , Nils Laabs, Marcel Gottschling (46. Florian Stütz), Luka Tomas Cheftrainer: Key Riebau | SSV Jeddeloh |
| SV Drochtersen/Assel                                         | 1:1 Jasper Gooßen (27.) 2:1 Nico Mau (42., Foulelfmeter) 3:1 Alexander Neumann (56.) 4:1 Sören Behrmann (63.) 5:1 Alexander Neumann (74.) | 0:1 Nils Laabs (1.) | SSV Jeddeloh |
| SV Drochtersen/Assel                                         | Shaun Minns (41.) | | SSV Jeddeloh |
| 21. Mai 2018 um 12:30 Uhr in Drochtersen (Kehdinger Stadion) | | |              |
| Ergebnis: 5:1 (2:1)                                          | | |              |
| Zuschauer: 2.318                                             | | |              |
| Schiedsrichter: Lars Heitmann                                | | |              |
| Spielbericht                                                 | | |              |